# Олимпийский стадион (Монреаль)
Олимпийский стадион (фр. Stade olympique de Montréal) — стадион в Монреале (провинция Квебек, Канада). Был построен как главная спортивная арена летних Олимпийских игр 1976 года. На нём проходили церемонии открытия и закрытия Игр. Крупнейший по вместимости стадион Канады.
Во время Игр в Монреале здесь проходили соревнования по лёгкой атлетике, конному спорту, а также 10 матчей футбольного турнира, включая матч за третье место и финал (ГДР — Польша).
Является местом проведения решающих встреч команды Канадской футбольной лиги «Алуэт де Монреаль». Матчи регулярного чемпионата команда из Монреаля играет на Стадионе имени Персиваля Молсона.